# عريس

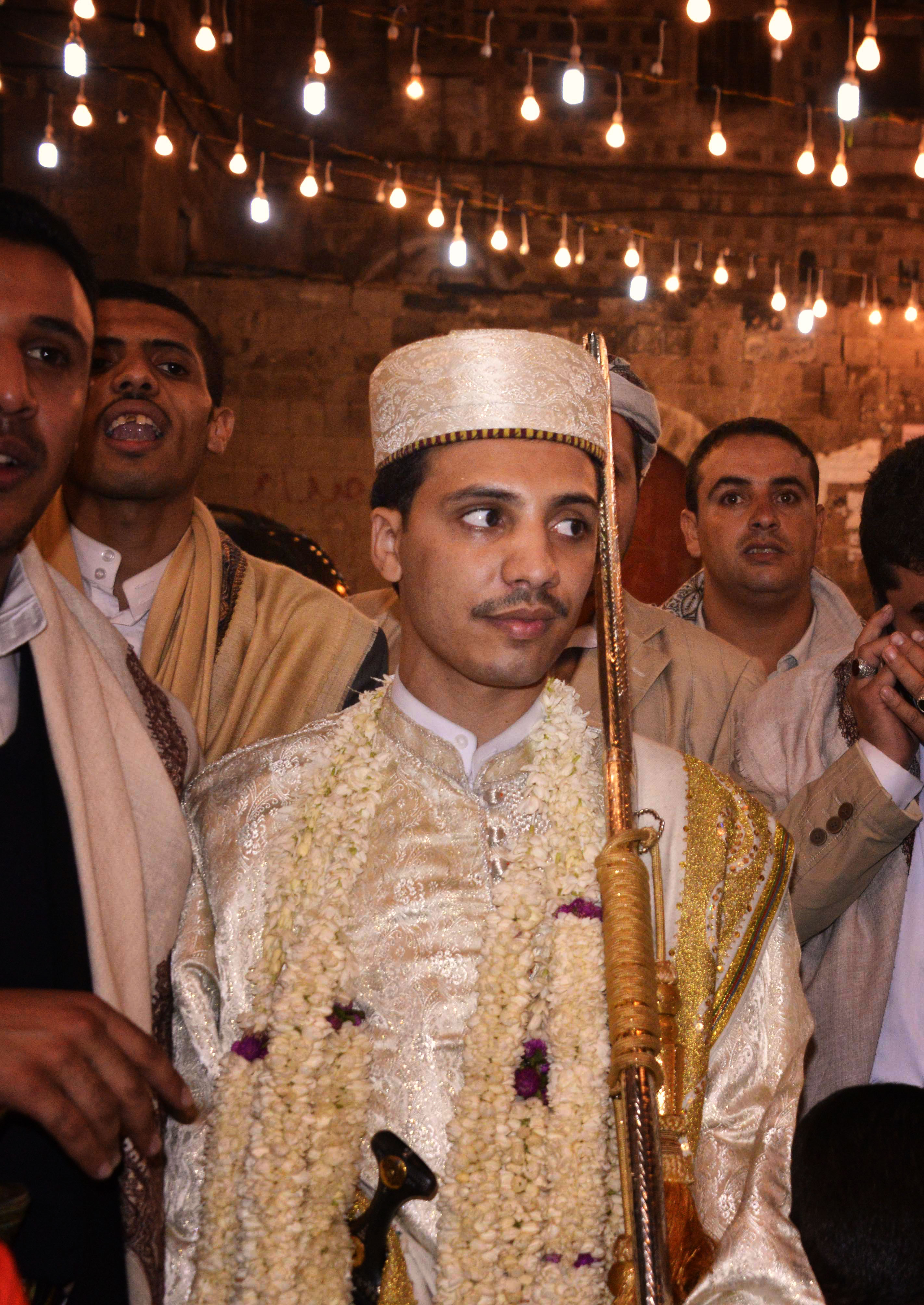
عريس في حفل زفاف بصنعاء

العريس رجل أقبل على الزواج أو تزوج حديثا. تختلف العادات حول ملابسه وسلوكه من ثقافة لأخرى إلا أنه يكون داءما في أكثر صوره أناقة وتهذبا.